# Balaenoptera ricei
La balenottera di Rice (Balaenoptera ricei Rosel et al., 2021), nota anche come balenottera del golfo del Messico, è una rara specie di cetaceo diffusa esclusivamente nel golfo del Messico settentrionale.

## Descrizione

Dimensioni rispetto a quelle di un uomo

La balenottera di Rice è una balenottera di dimensioni medie, l'esemplare più grande mai misurato era una femmina adulta di 12,6 m, mentre il più grande maschio era lungo 11 m; queste dimensioni sono pressappoco identiche a quelle raggiunte dalla balenottera di Eden, dalla quale risulta impossibile distinguere se non tramite analisi genetiche o scheletriche. La colorazione è uniformemente grigiastra nella parte dorsale, mentre nella zona ventrale è più chiara e tende al rosato; contrariamente ad altre balenottere, come la balenottera di Omura, questa specie non presenta una colorazione asimmetrica del capo; possiede inoltre, come la balenottera di Eden, tre creste longitudinali sul capo.

## Biologia
Il comportamento di questa specie è poco conosciuto, ma si ritiene che abbia abitudini alimentari diverse dalla balenottera di Eden, in quanto quest'ultima si nutre di pesce prevalentemente in prossimità della superficie, mentre la balenottera di Rice si ciba in profondità probabilmente di pesci lanterna e pesci appartenenti alla famiglia Sternoptychidae. Anche se in assenza di osservazioni dirette, è probabile che questa specie, almeno durante i primi anni di vita, possa essere predata da orche e grandi squali come lo squalo bianco.

## Distribuzione
La balenottera di Rice abita una ristretta area del golfo del Messico nord-orientale lungo la scarpata continentale in acque profonde tra i 100 e i 400 m; in particolare intorno al canyon sottomarino De Soto. Le catture effettuate dai balenieri nei secoli scorsi in zone al di fuori dall'areale odierno fanno presupporre che questa specie fosse un tempo più diffusa, abitando tutto il golfo e forse anche il nord del mar dei Caraibi.

## Conservazione
L'IUCN considera questa specie come in pericolo critico, in quanto la popolazione è gravemente ridotta e risulta estremamente esposta agli effetti delle trivellazioni petrolifere, alle catture incidentali nelle reti da pesca, alle collisioni con le imbarcazioni e soprattutto ai disastri petroliferi. Si stima che l'incidente della piattaforma petrolifera Deepwater Horizon abbia ridotto la popolazione di balenottera di Rice del 22%.